# Kim Jung-min
Dans ce nom coréen, le nom de famille, Kim, précède le nom personnel.
Kim Jung-min est un footballeur international sud-coréen né le 13 novembre 1999 à Incheon en Corée du Sud. Il évolue au poste de milieu de terrain à Jeju United

## Biographie
Formé en Corée du Sud, il signe pour le Red Bull Salzbourg le 1er janvier 2018, pour jouer avec le FC Liefering, club satellite du premier.
Il prend néanmoins aussi part à deux matchs en UEFA Youth League avec les moins de 19 ans du RB Salzbourg.

### Palmarès
Corée du Sud
- Médaille d'or aux Jeux asiatiques en 2018
- Finaliste de la coupe du monde des moins de 20 ans en 2019